# Station Senales-Schnalstal
Station Senales-Schnalstal is een spoorwegstation aan de Vintzgouwspoorlijn in de gemeente Schnals (Italië-Zuid-Tirol).
De stationsnaam wordt volgens de regels van Trenitalia in het Italiaans aangegeven, gevolgd door het Duits als lokale taal.